# Relations entre distributions de probabilité
Ce tableau présente une série de relations fonctionnelles entre les distributions de probabilité courantes.
Les relations peuvent prendre les formes suivantes :
- Une distribution G est la généralisation d'une distribution F, le plus couramment en introduisant un nouveau paramètre.

Autrement dit, F est un cas particulier de G pour une valeur spécifique d'un paramètre.
Exemple : Exponentielle(λ)=Gamma(λ,1).
- Une distribution est la limite d'une autre quand un paramètre tend vers l'infini (ou zéro).

Elle peut servir d'approximation si elle est plus aisée à calculer.
Exemple : Poisson approxime la Binomiale si n est grand et p petit.
- Une variable aléatoire y de distribution G est la transformation y(x) d'une variable x de distribution F.

Exemples
Univariée : X ~ Normale Standard —> Y=x² ~ Khi-carré (1)
Multivariée : X1 ~ Khi-carré (n), X2 ~ Khi-carré (m) —> Y=(x1/n)/(x2/m)  ~ F de Fisher-Snedecor
Statistiques : Xj ~ Géométrique  —> Y=Σxj  ~ Binomiale Négative
- Une distribution est une composée (ou un mélange) : le paramètre θ d'une distribution F(x|θ) est lui-même une variable aléatoire , de distribution G(θ), ce qui donne la distribution-mélange (ou composition) H(x). Parfois la conditionnelle J(θ|x) peut aussi suivre une distribution connue (Voir Duales en analyse bayésienne).

Exemple : le mélange Gamma (G) de Poissons (F) est une Binomiale Négative (H). La duale (J) est une autre Gamma.
N.B. Souvent ces composées sont connues simplement sous le nom de leur construction.
Exemples : la Bêta-binomiale est un mélange Bêta de Binomiales ; la Gamma composée est un mélange Gamma de Gammas.
- Une distribution F est la duale d'une distribution G si elle traite en variable un paramètre de G et en paramètre la variable de G.
  - Souvent, on les retrouve ensemble dans un contexte stochastique (processus de Poisson, de Bernoulli).

àExemple : la variable Poisson mesure un nombre d'événements sur un temps donné, la variable Gamma mesure le temps nécessaire à un nombre donné d'événements.
- - Les duales servent aussi dans l'analyse bayesienne : F est la prieure conjuguée de G, permettant d'en estimer le paramètre.

Exemple : la Bêta (xa(1-x)b) est la prieure conjuguée de la Binomiale (px(1-p)n-x) pour le paramètre p.
Attention ! Dans le résumé, la notation {\displaystyle \chi _{k}^{2}} ne représente pas la distribution Khi², mais une variable aléatoire de distribution Khi².
La distribution de la somme de deux variables aléatoires (qu'on appelle la convolution des deux distributions {\displaystyle F_{1},F_{2}}) s'écrit {\displaystyle F_{1}*F_{2}}, alors que nous notons ici la somme des variables {\displaystyle \chi _{k}^{2}+\chi _{l}^{2}}.
Le signe {\displaystyle \propto } signifie "a la même distribution que".

## Généralisations et paramètres particuliers
| Description                                                 | Résumé                                                           |
| ----------------------------------------------------------- | ---------------------------------------------------------------- |
| La Bernoulli est une Binomiale de paramètre n=1.            | {\displaystyle Bi_{1,p}\propto B_{p}}                            |
| La Géométrique est une Binomiale Négative de paramètre n=1. | {\displaystyle NBi_{1,p}\propto Ge_{p}}                          |
| L'Exponentielle est une Gamma (ou Erlang) de paramètre 1.   | {\displaystyle \Gamma _{\lambda ,1}\propto E_{\lambda }}         |
| La Khi² est une Gamma de paramètres 1/2 et n/2.             | {\displaystyle \Gamma _{{\frac {1}{2}},n}\propto \chi _{2n}^{2}} |
| L'Exponentielle est un cas particulier de la Weibull.       | {\displaystyle W_{0,\sigma ,1}\propto E_{\frac {1}{\sigma }}}    |

## Sommes de variables aléatoires
Distributions stables :
| Une somme de Normales est une Normale.                                                          | {\displaystyle N_{\mu _{1},\sigma _{1}^{2}}+N_{\mu _{2},\sigma _{2}^{2}}\propto N_{\mu _{1}+\mu _{2},\sigma _{1}^{2}+\sigma _{2}^{2}+2\sigma _{12}}} |
| Une somme de Khi² indépendantes est une Khi².                                                   | {\displaystyle \chi _{k}^{2}+\chi _{l}^{2}\propto \chi _{k+l}^{2}}                                                                                   |
| Une somme de Poisson indépendantes est une Poisson.                                             | {\displaystyle P_{\alpha }+P_{\beta }\propto P_{\alpha +\beta }}                                                                                     |
| Une somme de Binomiales indépendantes de même paramètre p est une Binomiale.                    | {\displaystyle Bi_{m,p}+Bi_{n,p}\propto Bi_{m+n,p}}                                                                                                  |
| Une somme de Binomiales Négatives indépendantes de même paramètre p est une Binomiale Négative. | {\displaystyle NBi_{m,p}+NBi_{n,p}\propto NBi_{m+n,p}}                                                                                               |
| donc : Une somme de Géométriques indépendantes de même paramètre p est une Binomiale Négative.  | {\displaystyle Ge_{p}+Ge_{p}\propto NBi_{p,2}} |
| Une somme de Gamma indépendantes de même paramètre λ est une Gamma.                             | {\displaystyle \Gamma _{\lambda ,m}+\Gamma _{\lambda ,n}\propto \Gamma _{\lambda ,(m+n)}}                                                            |
| donc : Une somme d'Exponentielles indépendantes de même paramètre λ est une Gamma.              | {\displaystyle E_{\lambda }+E_{\lambda }\propto \Gamma _{\lambda ,2}}                                                                                |

## Transformations de variables aléatoires
| Le carré d'une normale standard est une Khi² à 1 degré. | {\displaystyle N_{0,1}^{2}\propto \chi _{1}^{2}}                                            |
| Si X est une Normale Standard et Y une Khi² de degré k, indépendantes, alors {\displaystyle {\frac {X}{\sqrt {\frac {Y}{k}}}}} est une T de Student à k degrés de liberté. | {\displaystyle {\frac {N_{0,1}}{\sqrt {\frac {\chi _{k}^{2}}{k}}}}\propto T_{k}}            |
| Si X et Y sont des Khi² indépendantes, alors {\displaystyle {\frac {\frac {X}{m}}{\frac {Y}{n}}}} est une F de Fisher.                                                     | {\displaystyle {\frac {\frac {\chi _{m}^{2}}{m}}{\frac {\chi _{n}^{2}}{n}}}\propto F_{m,n}} |
| Le logarithme d'une Log-normale suit une loi Normale. | {\displaystyle \ln(LN_{\mu ,\sigma ^{2}})\propto N_{\mu ,\sigma ^{2}}}                      |